# Ruby Ridge
Ruby Ridge est un lieu-dit du comté de Boundary, une région montagneuse et reculée du nord de l'Idaho aux États-Unis. Le nom de Ruby Ridge désigne par métonymie une violente confrontation survenue en 1992 entre, d'une part, Randy Weaver, sa femme Vicki, leurs enfants et un ami, Kevin Harris, tous proches de l'organisation raciste Aryan Nations et des mouvements survivalistes, et d'autre part, des agents de l'United States Marshals Service et du FBI.
À la fin de la confrontation, un marshal des États-Unis avait été tué, tandis que Vicki Weaver et son fils Sammy étaient morts, Randy Weaver et Kevin Harris blessés. La façon dont les agents fédéraux sont intervenus au cours des onze jours de siège est sujet à controverse, tout comme le siège de Waco qui a lieu l'année suivante ; des enquêtes du département de la Justice et de la sous-commission sénatoriale chargée de l'anti-terrorisme donnent lieu à des rapports très critiques sur l'action des forces de l'ordre. Le gouvernement dédommage partiellement la famille Weaver et Kevin Harris, mais ne reconnaît aucune erreur dans la conduite de l'intervention par les forces de l'ordre.

## Contexte
Randy Weaver et sa femme Vicki, originaires de l'Iowa, s'installent au début des années 1980 dans l'Idaho, dans une cabane que Randy a fait construire, à Ruby Ridge. Ce déménagement est lié à leur croyance d'une apocalypse imminente, dont Vicki rêve régulièrement depuis 1978. La terre sur laquelle ils s'installent dès la naissance de leur premier enfant a été payée en échange de 5 000 dollars et leur camion de déménagement. La maison n'est pas reliée à l'électricité.
Randy est un ancien sergent de l'US Army, qui a tenté ensuite d'étudier le droit pénal, afin de rejoindre le FBI, mais a dû abandonner ses études, trop onéreuses. Vicki, ancienne secrétaire de direction, est devenue mère au foyer. Le couple a scolarisé ses quatre enfants (Sara, Samuel, Rachel et Elishiba) à la maison, où Vicki s'occupe de leur éducation.

### Démêlés avec les agences gouvernementales
À la suite d'un conflit avec Randy Weaver, portant sur la vente d'un terrain, un de ses voisins informe en 1984 le sheriff du comté, mais également le FBI et le Secret Service, des menaces qui auraient été proférées par Weaver envers le gouverneur de l'État, le président des États-Unis et le pape. L'année suivante, ces autorités ouvrent une enquête sur Randy Weaver, et l'interrogent avec son épouse. Le Secret Service accuse Randy de faire partie de l'Aryan Nations, et de conserver chez lui un grand nombre d'armes à feu. Les Weaver contestent ces accusations, et sont relâchés sans qu'aucune charge n'ait été retenue contre eux L'enquête établit toutefois que Randy Weaver connaît bien l'un des membres de l'Aryan Nations, Frank Kumnick, mais qu'il ne considère celui-ci qu'en tant que membre de l'association survivaliste chrétienne The Covenant, The Sword, and the Arm of the Lord (en), liée au nationalisme blanc.
À la fin de l'année 1985, les Weaver rédigent un affidavit, qui précise que leurs ennemis manipulent le FBI pour que celui-ci attaque et tue leur famille. Ils écrivent également au président Ronald Reagan, l'avertissant que leurs ennemis pourraient lui envoyer une lettre de menaces sur laquelle ils auraient falsifié la signature de Randy (aucune lettre de ce type ne parvint toutefois à la présidence).

### Accusations de l'ATF
En juillet 1986, un informateur de l'ATF rencontre Randy Weaver, invité par Kumnick, au World Aryan Congress. Ayant sympathisé avec lui, cet informateur revoit régulièrement Weaver, jusqu'à être invité chez lui en 1989 à une réunion prévoyant la formation d'un groupe pour lutter contre le Zionist Organized Government. L'ATF relève que Weaver vend des armes dont la portée est supérieure à la limite légale ; toutefois, un informateur du FBI, lui aussi infiltré dans ce milieu, avertit Weaver et la sécurité de l'Aryan Nations - l'informateur de l'ATF doit être retiré du terrain.
L'ATF tente toutefois d'utiliser les preuves qu'il a réunies contre Weaver pour en faire son informateur, ce que ce dernier refuse en juin 1990. L'ATF monte donc un dossier mentionnant les ventes d'armes, ainsi que des accusations de braquage de banque et indiquant que Weaver a déjà un casier judiciaire chargé. Ces deux derniers points sont cependant faux, mais un grand jury inculpe toutefois Weaver de fabrication et détention d'armes illégales (mais pas de la vente en elle-même) en décembre 1990.

### Tentative de procès
Les agents de l'ATF ne souhaitant pas arrêter Weaver sur sa propriété, se font passer pour des motards en panne, et interpellent Weaver et sa femme lorsque ceux-ci s'arrêtent pour les aider. Randy Weaver, après avoir été informé des accusations portées contre lui, est relâché sous caution. Le procès devant commencer le 19 février 1991, le juge chargé de l'affaire, Harold Ryan (en), nomme Everett Hofmeister avocat de Weaver le 22 janvier ; Weaver contacte son officier de probation le même jour, mais celui-ci n'a pas encore le dossier d'accusation. Weaver ne lui laisse pas de numéro où le joindre, ce qui laisse l'officier sans moyen de le recontacter une fois le dossier obtenu. L'avocat Hofmeister envoie de son côté plusieurs lettres à la famille Weaver pour qu'elle le contacte afin de préparer le procès.
Le 5 février, le procès est repoussé d'une journée, à cause de la proximité du jour férié Presidents Day. Le 7, l'officier de probation de Weaver l'informe qu'il a reçu le dossier d'accusation et qu'il doit discuter avec lui ; il l'informe à tort que le procès est repoussé au 20 mars. Le 8 février, c'est l'avocat de Weaver qui l'informe par courrier de la bonne date du procès, et de l'urgence à le contacter - Hofmeister a également tenté d'appeler des personnes connaissant Weaver, afin qu'ils lui fassent passer la demande de contact, mais Weaver ne revient pas vers lui avant le jour du procès.
Le 20 février, Weaver ne se présente pas devant la cour, qui émet alors un mandat d'amener contre lui. Bien que le chef des officiers de probation informe peu après le juge de l'erreur de ses services quant à la date du procès, Ryan n'annule pas le mandat, estimant que Hofmeister a pu communiquer la bonne date à son client. L'avocat de Weaver et l'United States Marshals Service, qui doit s'occuper de l'exécution du mandat, sont toutefois mis au courant de l'erreur commise. Dans un premier temps, l'exécution du mandat est repoussée à une date ultérieure au 20 mars, le ministère de la Justice décidant que l'accusation de non-présentation sera abandonnée si Weaver se présente au procès à cette date. Toutefois, une décision contradictoire est prise par le procureur des États-Unis, qui convoque un grand jury pour le 14 mars. Le procureur ne fournissant pas au jury la lettre de l'officier de probation mentionnant la date erronée, celui-ci conclut à une accusation pour défaut d'apparaître. Weaver est donc dès lors considéré comme un fugitif.

### Tentatives d'arrestations
Contrairement aux fugitifs que les marshals ont l'habitude de poursuivre, Randy Weaver reste enfermé chez lui et refuse d'en sortir. Les marshals envoyés interpeller Weaver négocient via des tierces personnes sa reddition, jusqu'à ce que l'adjoint du procureur décide d'y mettre fin le 12 octobre 1991. Préparant son arrestation, les marshals gardent toutefois toujours un œil sur Weaver, se faisant passer pour des agents immobiliers en mars 1992 pour entrer sur la propriété et discuter avec lui. Ils constatent notamment que la famille Weaver s'arme et prend position autour de la maison lors de l'entrée de chaque véhicule, jusqu'à ce que ses occupants se fassent connaître.
Les tierces personnes utilisées pour contacter les Weaver sont décrites par les marshals comme plus radicales que leur cible, certaines prévenant les forces de l'ordre qu'une tentative d'arrestation musclée se solderait par des tirs. Le 18 avril 1992, les marshals sont prévenus par les médias qu'un hélicoptère de l'émission Now It Can Be Told de Geraldo Rivera a été victime de tirs de la part de Randy et Vicki Weaver, ainsi que d'un ami de la famille qui se trouve sur la propriété, Kevin Harris. Bien que le pilote de l'hélicoptère lui-même réfute l'existence de ces tirs, cette fausse information est prise en considération pour l'assaut qui suit en août.

## Assaut et siège de l'U.S. Marshals Service

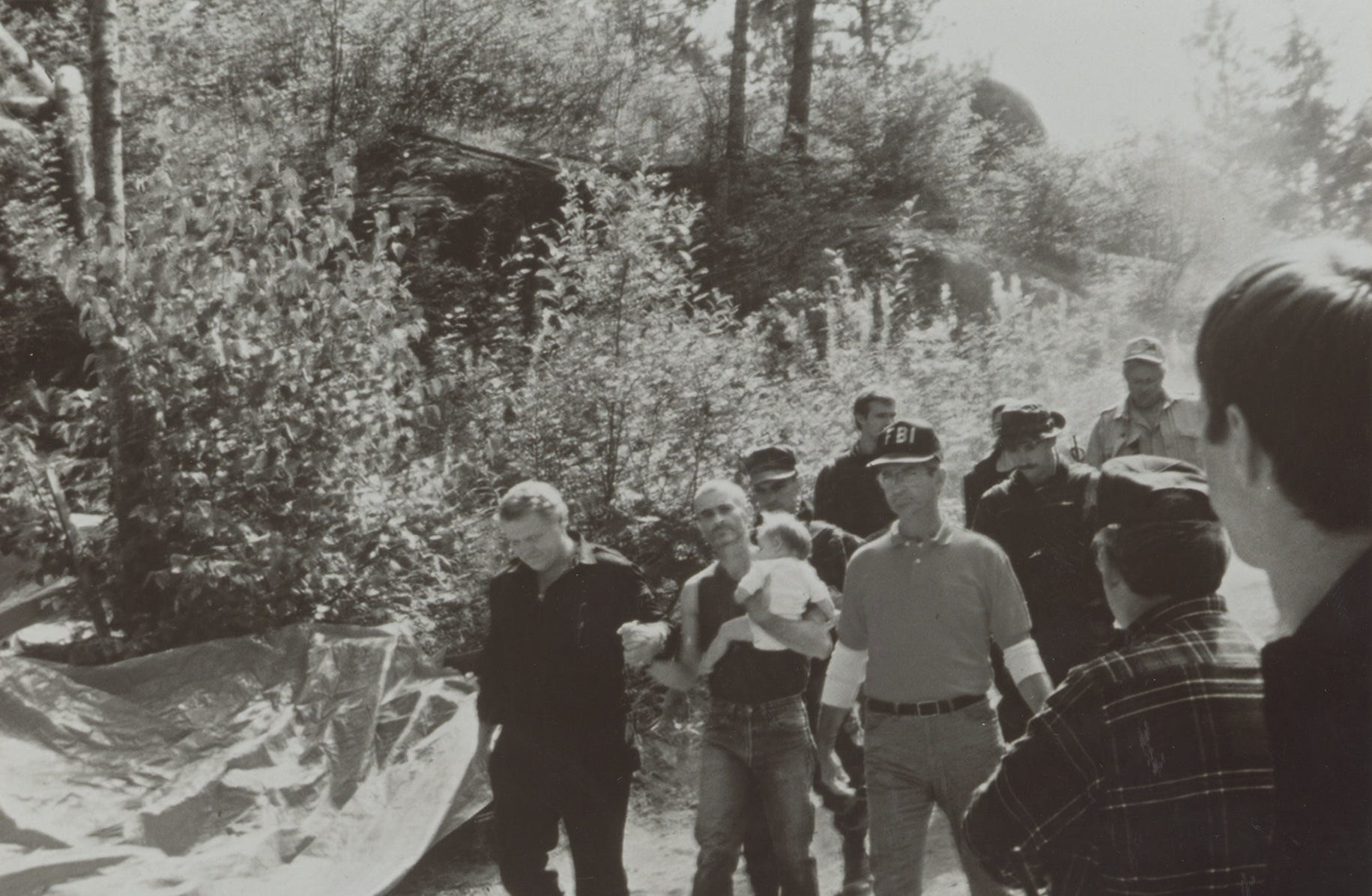
Agents du FBI escortant Randy Weaver.

Le matin du 21 août 1992, six marshals s'introduisent sur la propriété des Weaver pour déterminer l'itinéraire à suivre pour venir arrêter Randy Weaver. L'un des marshals teste la réaction des chiens en leur jetant quelques cailloux ; Kevin Harris et Sammy Weaver suivent alors l'un des chiens qui les emmène sur les traces des marshals, les Weaver pensant traquer un animal qui leur permettrait de refaire leur stock de viande, épuisé.
Les marshals font rapidement retraite dans les bois, à près de 500 mètres de leur objectif. Suivant toujours le chien, Kevin Harris et Sammy Weaver se dirigent sur eux, tandis que Randy Weaver a pris un autre chemin forestier, qui converge vers l'emplacement des marshals. Un échange de coups de feu commence entre les deux groupes, Randy Weaver ne semblant pas y avoir participé. L'un des marshals tue le chien, tandis que Sammy Weaver riposte. Alors qu'il retourne vers sa maison, Sammy est tué d'une balle dans le dos, ; Kevin Harris a de son côté tué un des marshals,.
Les marshals demandent l'aide de leur centre de crise,, tandis que le FBI et les forces de l'ordre de l'Idaho sont également alertées de la situation. Les forces spéciales de l'USMS (le « SOG ») sont déployées, tandis que le shériff du comté mobilise ses hommes et que le gouverneur de l'Idaho demande l'intervention de la police de l'État et de la garde nationale. Le FBI quant à lui envoie l'Hostage Rescue Team (HRT) ainsi qu'un agent qui prend en charge la direction des opérations des forces fédérales sur le terrain (USMS, ATF, FBI).
Le 22 août, des règles d'engagement spécifiques ayant été formalisées, les snipers du HRT sont déployés sur le terrain. Les règles d'engagement, différentes de celles habituellement utilisées, ne sont pas interprétées par tous les participants de la même manière, mais elles sont clairement plus permissives sur l'emploi de la force, certains les qualifiant de « virtuel tir à vue ». Un des snipers fait alors feu d'abord sur Randy Weaver, le blessant au dos, puis tire une deuxième fois, tuant Vicki Weaver (qui tient son bébé de dix mois, Elisheba) et blessant Harris à la poitrine.
Le 23 août, les tentatives d'ouvrir de nouvelles négociations avec les occupants de la maison restent sans réponse. Le 24, alors que la mort de Vicki n'est pas encore connue de tous, un assistant du directeur adjoint du FBI, ancien commandant du HRT, rédige un compte-rendu qui souligne la fragile légitimité de l'intervention des forces fédérales, et la légitimité de la position des Weaver. Des civils, dont Bo Gritz, sont chargés de négocier la reddition des personnes retranchées dans la maison des Weaver ; ils obtiennent celle de Harris le 30 août, puis rapidement celle de Randy Weaver et de ses filles, menacées d'un assaut tactique prochain. Randy Weaver et Kevin Harris sont tous deux mis en état d'arrestation dès leur capture ; les enfants Weaver sont remis à la garde de leurs proches.

## Procès
Weaver et Harris sont tous deux poursuivis pour une multitude de charges, dans un procès qui s'ouvre en 1993. L'avocat de Randy Weaver n'appelle aucun témoin à la barre, et se contente de discréditer devant le jury les preuves et les témoins de l'accusation. Son client est acquitté de toutes les charges, excepté celles concernant sa non-présentation à son procès et le viol de sa liberté sous caution, pour lesquelles il est condamné à 18 mois de prison et une amende de 10 000 dollars. Ayant déjà fait 14 mois de prison préventive, il n'effectue que 4 mois de prison ferme après sa condamnation. Kevin Harris est également acquitté de toutes les charges présentées par le gouvernement fédéral.
En 1997, un second procès est tenté contre Kevin Harris pour la mort du marshal qu'il a tué. Ce procès tourne court puisque Harris a déjà été jugé pour cet homicide par le tribunal fédéral en 1993.

## Suites
Les accusations des avocats des prévenus envers les agissements des forces fédérales poussent le ministère de la Justice à créer la Ruby Ridge Task Force, qui enquête durant plusieurs mois sur les événements. Elle remet en juin 1994 un rapport de 542 pages à l'Office of Professional Responsibility.
Cet incident, ainsi que le siège de Waco, qui a lieu durant le premier trimestre 1993, pousse la sous-commission sénatoriale sur le terrorisme et la sécurité intérieure (en) à organiser des auditions durant deux semaines complètes, se terminant en octobre 1995. Les deux affaires ont mêlé non seulement les mêmes agences, mais également les mêmes responsables, et la sous-commission conclut que les règles d'engagement à Ruby Ridge étaient inconstitutionnelles.
La famille Weaver poursuit le gouvernement pour la mort injustifiée de deux de ses membres, réclamant 200 millions de dollars. Dans un accord à l'amiable en août 1995, le gouvernement offre 100 000 dollars à Randy Weaver, et un million à chacune de ses filles, sans reconnaître aucun fait répréhensible de son côté,. Harris poursuit également le gouvernement pour obtenir des dommages et intérêts, mais celui-ci ne négocie pas avec quelqu'un ayant tué un marshal dans l'exercice de ses fonctions ; Harris obtient tout de même 380 000 dollars après plusieurs appels.
Du côté des forces fédérales, le sniper responsable de la mort de Vicki Weaver est accusé en 1997 d'homicide par la procureure d'Idaho, par le biais du procureur spécial de l'État. Les charges sont d'abord rejetées pour raison d'immunité,, puis réactivées après un passage dans le neuvième circuit. Elles sont finalement abandonnées en 2000 par le procureur suivant, malgré l'avis du procureur spécial.